# 卡亚 (奥德省)
卡亚（法語：Cailla，法語發音：[kaja] ⓘ）是法国奥德省的一个市镇，属于利穆区。

## 地理
卡亚（42°48'53"N, 2°11'48"E）面积7.64 平方千米，位于法国奧克西塔尼大區奥德省，该省份为法国南部沿海省份，北起塔恩省，西北接上加龙省，西接阿列日省，南至东比利牛斯省，东临地中海，东北与埃罗省接壤。
与卡亚接壤的市镇（或旧市镇、城区）包括：阿尔蒂格、阿克萨特、勒克拉、马尔萨、基尔巴茹、圣马丹利斯。

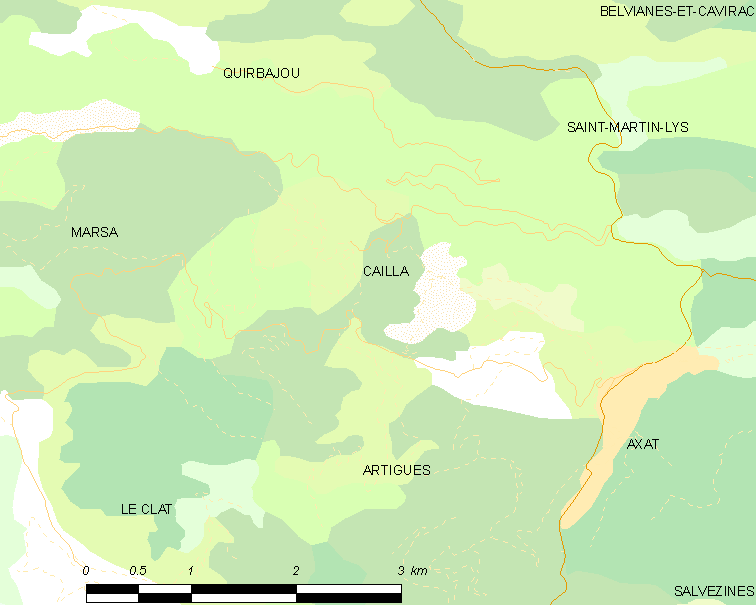
的OSM定位图

卡亚的时区为UTC+01:00、UTC+02:00（夏令时）。

## 行政
卡亚的邮政编码为11140，INSEE市镇编码为11060。

## 政治
卡亚所属的省级选区为上奥德河谷县。

## 人口

1962-2008年间人口变化图示

卡亚于2022年1月1日时的人口数量为52人。